# Constance Naden
Constance Caroline Woodhill Naden (Birmingham, 24 de enero de 1858 – 23 de diciembre de 1889) fue una escritora, poeta y filósofa inglesa. Estudió, escribió e impartió conferencias sobre filosofía y ciencia, además de publicar dos volúmenes de poesía. Varias colecciones de su obra fueron publicadas después de su muerte, a la temprana edad de 31 años. En su honor, el doctor Robert Lewins estableció la Medalla Constance Naden e instaló un busto en la Mason Science College (actual Universidad de Birmingham). El político liberal británico William Gladstone la consideró uno de las poetas más importantes del siglo XIX.

## Infancia

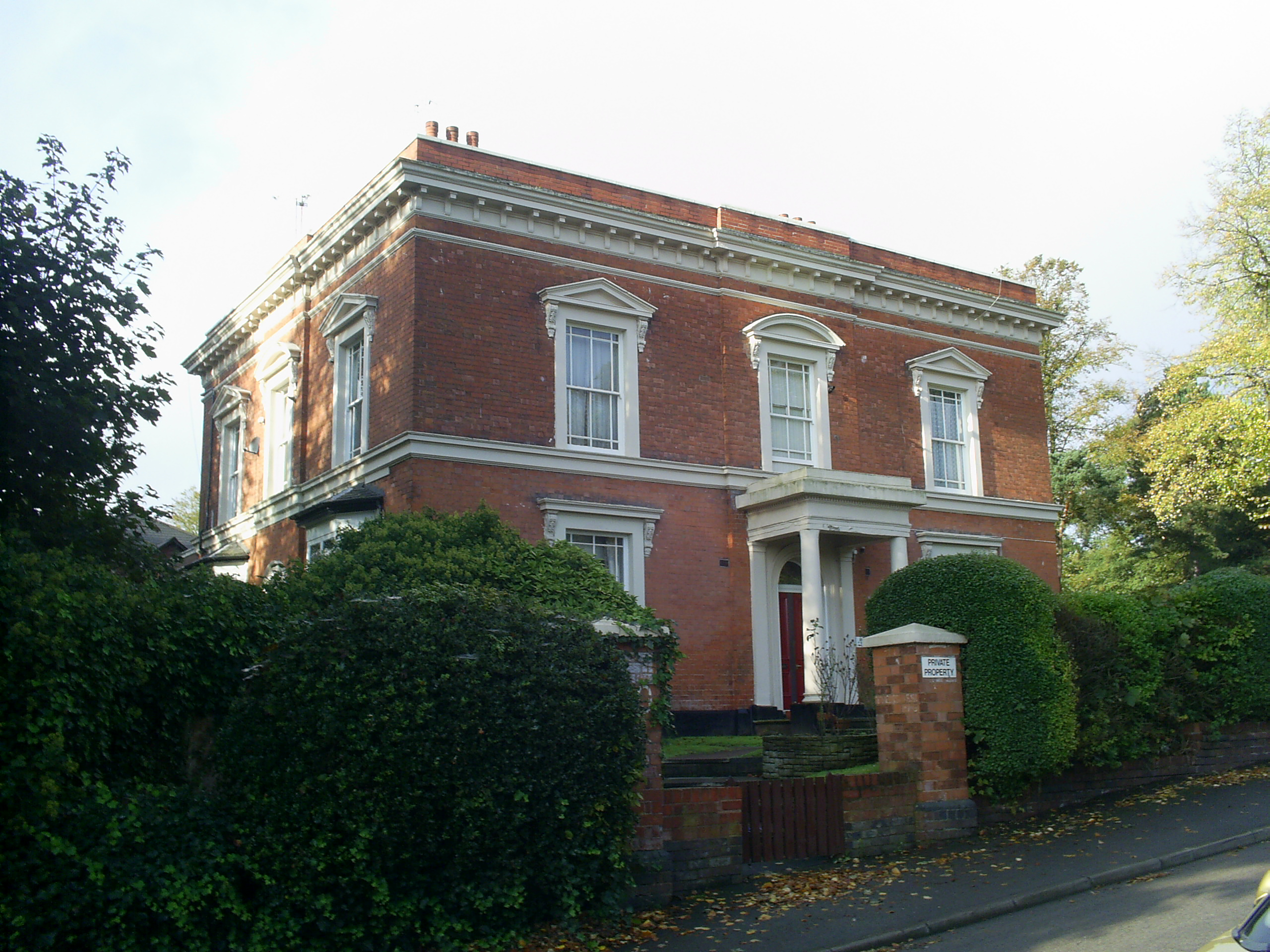
La casa del abuelo Naden, Casa Pakenham, 20 Carretera Charlotte, en Edgbaston

Nació el 24 de enero de 1858, en la Carretera Francis 15, en Edgbaston, en Birmingham, Inglaterra, como hija de Caroline Ann Woodhill Naden, que murió dos semanas después de dar a luz, y de Thomas Naden, un arquitecto, que más tarde fue presidente de la Asociación de Arquitectura de Birmingham. Fue criada por sus abuelos maternos, Caroline y Josiah Woodhill, desde los 12 días de edad hasta el fallecimiento de dichos abuelos. Los muy leídos y devotos abuelos bautistas de Naden vivían en Pakenham House, en Edgbaston. Su padre también vivió con los Woodhills durante muchos años. Cuando tenía ocho años, Naden fue enviada a una escuela unitaria local, donde desarrolló su talento para la pintura. Presentó algunas obras a la Sociedad de Artistas de Birmingham, una de las cuales titulada 'Bird’s Nest and Wild Roses' fue aceptada  en la exposición de Primavera de la Sociedad, en 1878.

## Educación

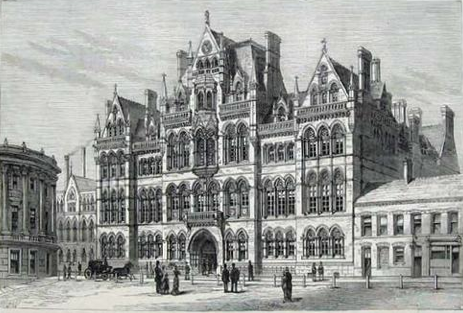
La Universidad de Ciencia del Mason, ahora la Universidad de Birmingham

Naden comenzó a interesarse por la filosofía, las lenguas y las ciencias. En 1879, asistió al Instituto Birmingham y Midland para estudiar botánica y francés, y de 1881 a 1887 asistió a la Mason Science College para estudiar física, geología, química, fisiología y zoología. Llegó a ser miembro de la Sociedad de Historia Natural de Birmingham y editó la revista universitaria de Mason.
Desde finales de la década de 1870 en adelante, Naden desarrolló una filosofía llamada Hylo-Idealism en colaboración con el doctor Robert Lewins, a quien conoció por primera vez en 1876 y con quien mantuvo correspondencia durante el resto de su vida. El principio clave de esta filosofía es que "el hombre es el creador de su propio Cosmos, y todas sus percepciones, incluso las que parecen representar objetos sólidos, extendidos y externos, tienen una existencia meramente subjetiva, limitada por los límites moldeados por el carácter y las condiciones de su ser sensible."
Naden se interesó por el concepto sobre una filosofía unificadora de Herbert Spencer que buscaba explicar el universo a través de los principios de la evolución. En su trabajo The Social Organism (1860), Spencer compara la sociedad con un organismo vivo y argumenta que, así como los organismos biológicos evolucionan a través de la selección natural, la sociedad evoluciona y aumenta en complejidad a través de procesos análogos. Naden estuvo de acuerdo con esto, ya que el tema de la unidad es central para el Hylo-Idealismo, que busca reconciliar el materialismo y el idealismo, la poesía y la ciencia, el yo y el otro.

## Carrera
En 1881, Naden publicó su primer volumen de poesía Songs and Sonnets of Springtime. Es una colección diversa y su secuencia de sonetos, que describe el cambio de las estaciones, es particularmente notable. En 1885, ganó el "premio Paxton" por un ensayo sobre la geología del distrito. En 1887, publicó un segundo volumen de poesía A Modern Apostle, the Elixir of Life, the Story of Clarice, and other Poems. En este volumen aparecen sus poemas más conocidos, 'Evolutional Erotics', los cuales están escritos desde una perspectiva antropológica cómica sobre las relaciones humanas, tomando como base la teoría de Darwin sobre la selección sexual. También escribió en la Journal of Science, Knowledge, The Agnostic Annual y en otras publicaciones periódicas. Es autora de muchos ensayos científicos y filosóficos bajo las firmas de CN, CA y Constance Arden.
También en 1887 ganó la medalla de oro "Heslop" por su ensayo, Induction and Deduction. Su abuela Woodhill murió el 21 de junio de 1887 y  heredó una fortuna considerable, que le permitió viajar a Constantinople (Estambul), Palestine, India, y Egipto con su amiga la pedagoga y defensora de derecho de la mujer a la educación superior, Madeline Daniell. Durante su estancia en la India se interesó por la sociedad, en particular por la igualdad y la posición de la mujer.
Regresó a Inglaterra en junio de 1888 y compró una casa en Park Street, Plaza Grosvenor, que compartió con Daniell. Recaudó fondos para permitir que las mujeres indias estudiaran medicina y se convirtió en miembro de la Asociación Nacional India. Se unió a la Sociedad Aristotélica, esforzándose por formar la sociedad Spencer y perteneció a varias sociedades de objetivos benéficos. El 22 de octubre de 1889 pronunció un discurso sobre los Principles of Sociology de Spencer en la sección de sociología de la Universidad Mason. También hable sobre la necesidad para el sufragio de las mujeres en acontecimientos públicos, cuando grabados por informes en el Women's Penny Paper.

Naden fue descrita como:
ligera y alta, con una cara delicada y "ojos azul-grises claros". Era regular y activa en sus hábitos. Tenía una voz penetrante y parecía estar poseída al hablar en público.
Tenía tendencia a ser algo agresiva y sarcástica en la discusión, pero era muy querida y tenía amistades personales e intelectuales muy cálidas.

## Enfermedad y muerte

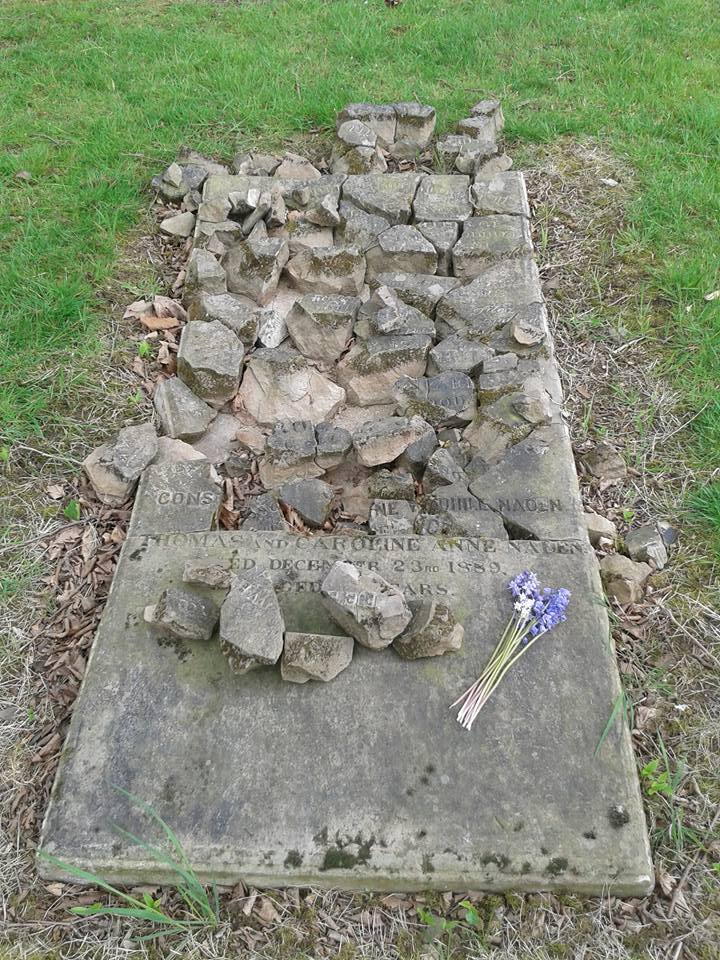
La tumba de Constance Naden (1858–1859) en el Cementerio de Key Hill, en Birmingham, Reino Unido.

En 1889 se le diagnosticaron unos quistes ováricos infectados, que requirieron cirugía. El 5 de diciembre fue operada por Lawson Tait, y aunque al principio fue un éxito, el 23 de diciembre murió de una infección. La última carta de Naden a Robert Lewins, que está impresa en las páginas iniciales de la colección de ensayos de 1891 Further Reliques of Constance Naden, detalla las circunstancias de la cirugía y sus preocupaciones al respecto. Está enterrada en el Cementerio de Key Hill inconformista, Birmingham. La lápida se deterioró mucho a lo largo del siglo XX, y en septiembre de 2017 se lanzó una campaña para reemplazarla por un monumento más adecuado.

## Reconocimientos
Naden fue elogiada después de su muerte por sus escritos filosóficos, por el médico Robert Lewins, por sus contribuciones a la poesía, su apoyo a la causa del sufragio femenino en revistas femeninas populares, y por su "visión panteísta de la inmortalidad" por William Ewart Gladstone, que la situó entre las mejores poetisas del siglo XIX. Lewins fundó en su honor la Medalla Constance Naden en el Mason College, que se concede cada año, primero al "mejor ensayo filosófico competitivo" y ahora a la mejor tesis de grado de Maestro de la Facultad de Artes de la Universidad de Birmingham. 
Lewins también encargó un busto de Naden que presentó en el Mason's College. Se asienta sobre un zócalo de tres libros, cuyo lomo está inscrito "Songs and Sonnets of Springtime and A Modern Apostle, The Elixir of Life, etc." en el anverso y "Induction and Deduction and Hylo-Idealism" en el reverso. Originalmente fue colocado en la biblioteca de la universidad. El Mason College se convirtió en la Universidad de Birmingham en 1900, y el busto se encuentra en la Sala de Lectura de la Biblioteca de Investigación Cadbury.
El 14 de diciembre de 2009, la Sociedad Civil de Birmingham entregó una placa azul conmemorativa que fue descubierta por el alcalde. Se encuentra en la casa de su infancia, Pakenham House 20 Charlotte Road. La inscripción dice: "Constance C.W. Naden 1858-1889 Poeta, científica y filósofa vivió aquí la mayor parte de su vida".

## Publicaciones póstumas
Tres libros fueron publicados póstumamente, Induction and deduction, and other essays (1890), Further Reliques of Constance Naden (1891) y The Complete Poetical Works of Constance Naden (1894). Herbert Spencer, que había sido una importante influencia científica y filosófica en su obra, comentó: "No puedo pensar en ninguna mujer, excepto en George Eliot, con la que haya tenido esta unión de gran capacidad filosófica con adquisición extensiva. Incuestionablemente su sutil inteligencia habría hecho mucho para promover el pensamiento racional; y su muerte ha conllevado una grave pérdida".

## Recepción de la crítica
La poesía de Naden ha recibido cada vez más atención desde la década de 1980, a medida que la gente buscaba recuperar las voces de las mujeres perdidas. Ha aparecido una serie de estudios sobre su vida y obra, con especial atención a la interacción entre la literatura y la ciencia en sus obras, su relación con la freethought, y su proto-ideas feministas. Clare Stainthorp ha publicado un resumen de las primeras tres décadas de escritos críticos sobre Naden, en los que también sugiere vías para futuras investigaciones.